# Twoje Linie Kolejowe

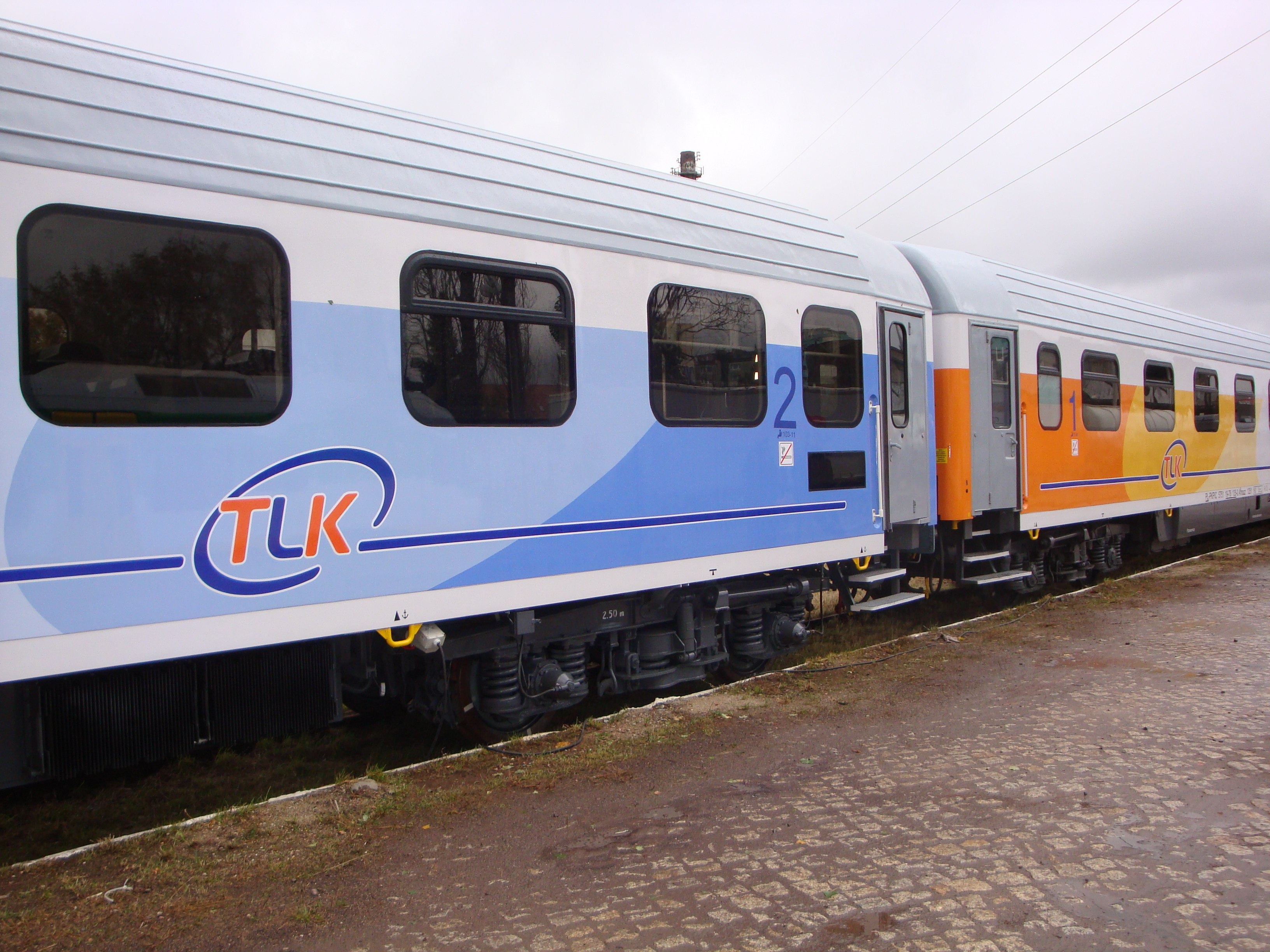
Reisezugwagen eines TLK

Twoje Linie Kolejowe (deutsch: Deine Bahnlinien) ist eine von PKP Intercity angebotene Zuggattung in Polen. Der TLK ist preislich identisch mit der Zuggattung InterCity angesiedelt, wird jedoch mit älterem Zugmaterial bedient.

## Angebot
Der TLK wurde im Jahr 2005 zunächst als Tanie Linie Kolejowe (deutsch: Günstige Bahnlinien) mit 12 Verbindungen eingeführt. Heute erstreckt sich das Liniennetz gleichmäßig über ganz Polen und beinhaltet 276 Zugverbindungen sowie 350 Bahnhöfe und Haltepunkte. Knotenpunkte sind Warschau, Krakau, Katowice, Breslau, Posen, Stettin, Gdynia und Przemyśl. Auch Nachtzüge werden angeboten. In den Sommermonaten werden an der Ostseeküste zusätzliche Züge eingesetzt. Pro Jahr legen die Züge des TLK 36 Millionen Kilometer zurück.

## Tarife

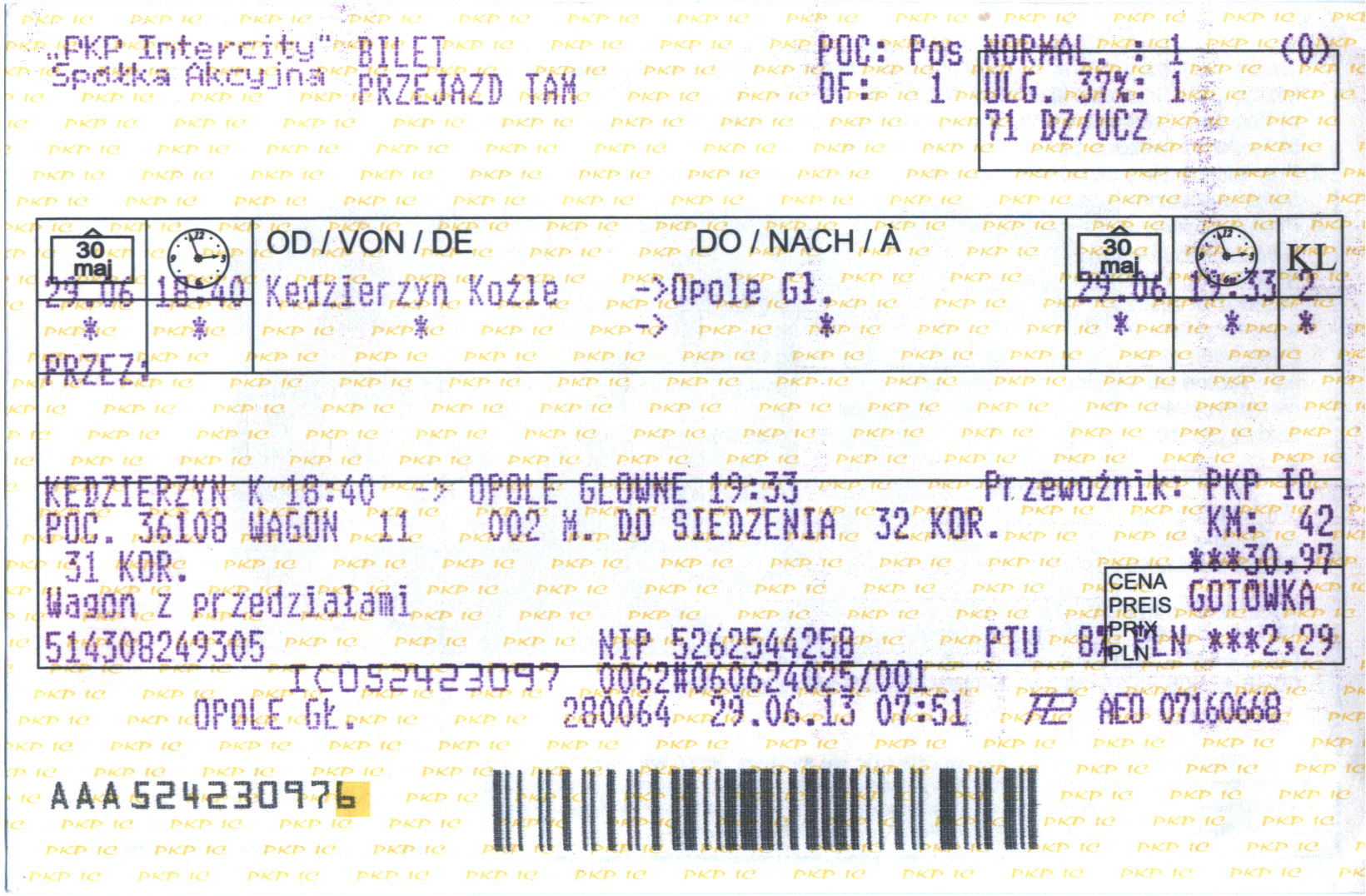
Fahrkarte

Die Preise des TLK liegen unterhalb des Preisniveaus im deutschen Fernverkehr; zusätzlich werden weitere Vergünstigungen angeboten. Der Frühbucherrabatt Wcześniej in Höhe von 10–30 % auf den regulären Fahrkartenpreis wird bei Buchungen gewährt, die zwischen 7 und 30 Tagen vor Fahrtantritt erfolgen. Für Familien mit Kindern wird das Familienticket Bilet Rodzinny angeboten. Das Bilet Abonamentowy gilt für sieben Fahrten auf einer Relation; ist übertragbar und kann auch als Gruppenfahrkarte genutzt werden. Mit dem Wochenendticket Bilet weekendowe können für einen Festpreis alle TLK- und IC-Züge innerhalb Polens von Freitag, 19 Uhr bis Montag, 6 Uhr beliebig oft genutzt werden. Liegt vor oder hinter dem Wochenende ein weiterer landesweit arbeitsfreier Tag verlängert sich die Gültigkeit um diesen. In Zusammenarbeit mit Przewozy Regionalne existiert für denselben Zeitraum noch das Angebot Razem w Polskę, mit dem sowohl TLK- und IC-Züge als auch alle POLREGIO-Züge genutzt werden können. Tania Kuszetka ist ein Angebot zur vergünstigten Reservierung von Liegewagenplätzen.

## Fahrzeuge

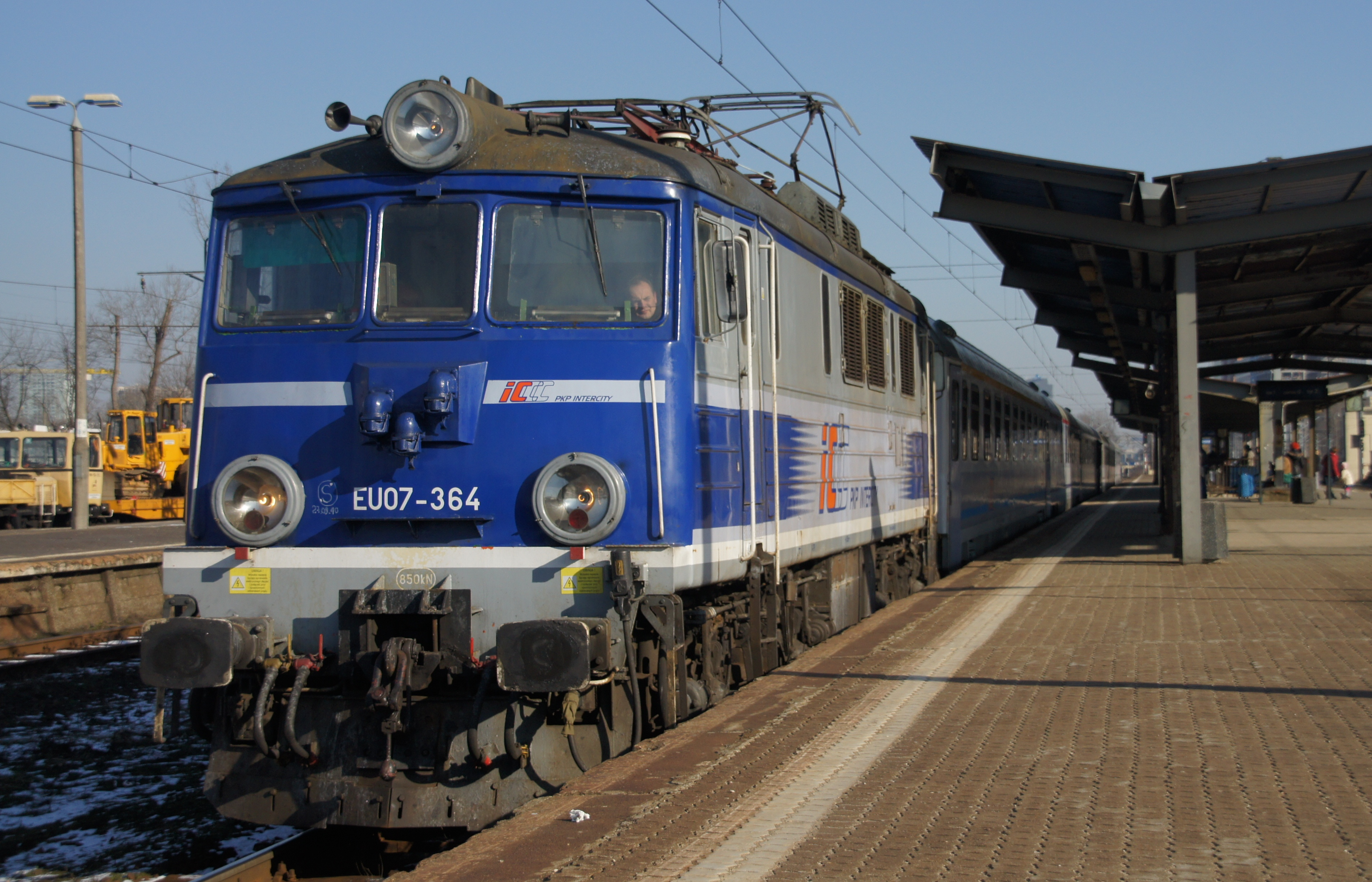
Lokomotive der PKP-Baureihe EU07

Als TLK werden zumeist lokomotivbespannte Züge mit Maschinen der PKP-Baureihen EU07, EP09 sowie auf nicht elektrifizierten Strecken der Baureihen SU160 und SU42 eingesetzt. Die Wagen sind Abteilwagen, wobei in der ersten Klasse drei und in der zweiten Klasse vier Sitze nebeneinander angeordnet sind. Schlafwagen, Liegewagen und Barwagen sind ebenfalls vorhanden. Auch Triebzüge der PKP-Baureihe ED74 werden als TLK eingesetzt.